# Phryxe appendiculata
Phryxe appendiculata là một loài ruồi trong họ Tachinidae.